# Indos
Indos (Grieks: Ἰνδός) of Indikḗ (Grieks: Ἰνδῐκή) was het India zoals dat bekend was in het oude Griekenland, waarbij het gebied grotendeels overeenkwam met de Indusvallei. Herodotus baseerde zich op de Perzen, die het gebied kenden door de Achaemenidische invasie van de Indusvallei. Darius de Grote breidde het Perzische Rijk vanaf ca. 518 v.Chr. uit tot dit deel van Zuid-Azië en maakte dat tot de twintigste satrapie. De naam was via het Perzische Hidūsh of Hindush afgeleid van het Sanskriet Sindhu voor de rivier Indus.
Indos gold als de uiterste oostelijke grens aan wat er bekend was aan Herodotus, het heilige land van de eerste zon:
In het oostelijke deel van Indië ligt een zandvlakte; van alle Aziatische volkeren waarover we enige betrouwbare informatie bezitten, zijn de Indiërs namelijk het volk dat het meest oostelijk, daar waar de zon opgaat, woont. Verder oostwaarts dan Indië strekt zich vanwege dat zand een woestijn uit.
Dat lijkt erop te wijzen dat de Tharwoestijn voor Herodotus de oostelijke grens was.:465
Azië wordt tot aan Indië door mensen bewoond, wat daarna komt is verder in oostelijke richting verlaten gebied, waarvan niemand het karakter kan beschrijven.
Hoewel Herodotus dus maar van een klein deel van India had gehoord, was hem wel duidelijk dat het niet door een enkel volk bewoond werd, maar vele verschillende die uiteenlopende talen spraken. Ook de levenswijze verschilde, met zowel nomadische als sedentaire volkeren. Het was een land om over te verbazen, zoals de gewoonte van een volk dat iedereen die ziek werd, gedood en opgegeten werd, terwijl een ander volk juist niets doodde. Een overeenkomst tussen alle volkeren zou zijn dat ze in het openbaar geslachtsgemeenschap hadden. Dit zou het dichtstbevolkte gebied van het Perzische Rijk zijn geweest en droeg dan ook met 360 talenten aan goudstof het meeste tribuut af, bijna een derde van alle inkomsten van Darius.
Herodotus beschouwde ook het noordelijker gelegen Kaspatyros, waarschijnlijk Kasjmir of een stad daar, als Indisch. Gandhara zou deel uitmaken van de zevende satrapie. Dit zou het meest stijdvaardige volk in India zijn met een op de Bactriërs gelijkende levenswijze. In de woestijn hier, wat ergens in Centraal-Azië geweest moet zijn, zouden goudgravende reuzenmieren leven. Deze fabel kan vertelt zijn om te voorkomen dat de oorsprong van het goud bekend zou raken bij buitenstaanders.
Pas met de Indische campagne van Alexander de Grote en de daaropvolgende Indo-Griekse rijkjes kwamen de Grieken in direct contact met India en werden deze daar bekend als Yavana. Pas met Eratosthenes werd hen duidelijk dat India een schiereiland was. Eratosthenes noemde ook het eiland Taprobana (Sri Lanka), al zou dat al bekend zijn geweest.